# Стадион Гбудуе
Стадион Гбудуе је вишенамески стадион у главном граду вилајета Западна Екваторија, Јамбјоу у Јужном Судану. Изграђен је током 2010. године. Своје утакмице на њему играју ФК Гудај и ФК Марих. Капацитет стадиона је 10.000 места. Током обележавања петогодишњице потписивања Свеобухватног миовног споразума између Судана и Јужног Судана, дошло је до рушења зидова овог спортског комплекса.